# Elmlohe
Elmlohe là một đô thị thuộc huyện Cuxhaven, trong bang Niedersachsen, Đức. Đô thị này có diện tích 23,3 km². Năm 1807, Vương quốc Westphalia đã thôn tính Lãnh địa, trước khi Đế quốc Pháp thứ nhất thôn tín nó vào năm 1810. Năm 1813, lãnh địa này đã được giao lại cho Thái ấp tuyến hầu Hanover, sau đó được nâng thành vương quốc Hanover vào năm 1814 - hợp nhất lãnh địa trong một liên minh thật sự và lãnh thổ Ducal, bao gồm cả Elmlohe, đã trở thành một bộ phận của bang mới được lập năm 1823.